# Tragia bicolor
Tragia bicolor är en törelväxtart som beskrevs av Friedrich Anton Wilhelm Miquel. Tragia bicolor ingår i släktet Tragia och familjen törelväxter. Inga underarter finns listade i Catalogue of Life.